# Stadium (Brescia)
Lo Stadium fu un impianto sportivo della città di Brescia ubicato in zona di Porta Venezia, lungo viale Piave. Ospitò le partite del Brescia Calcio dal 1924 al 1959.

## Storia
Fu progettato e costruito nel 1920 su un'area di 20 000 mq fuori Porta Venezia dal cavalier Giuseppe Freschi per conto della Società Sportiva Gymnasium, associazione sportiva dei Padri della Pace.
Fu inaugurato il 19 giugno 1921.
A partire dalla stagione 1924-25 divenne il campo di gioco del Brescia Football Club, sostituendo lo stadio comunale che sorgeva nei pressi di via Lombroso, odierna via Luigi Cadorna. La squadra bresciana pagò un affitto ai Padri per l'utilizzo del campo sportivo per alcuni anni. Verso la fine degli Anni '20 la compagine viveva un periodo di difficoltà sia economiche che di risultati. D'altro canto, sia la Gymnasium che la Voluntas Pace - ovvero le squadre sportive dei Padri della Pace - per via della loro matrice cattolica erano sovente penalizzate dalle autorità fasciste. Si decise così di arrivare ad un compromesso favorevole per tutti: nel 1927 si cambiarono le divise della squadra aggiungendo sulle maglie azzurre una V bianca che partiva dalle spalle, simbolo della Voluntas Pace, ottenendo in cambio il perpetuo uso gratuito dello Stadium. La prima partita con la V bianca sul petto fu Padova-Brescia 1-1 del 25 settembre 1927.
Nella notte fra il 17 e il 18 giugno 1935 un incendio distrusse la tribuna in legno. Fu costruita una nuova tribuna in tubi Innocenti, capace di 1200 posti, il doppio della precedente.
Il 29 maggio 1949 fu dedicato a Mario Rigamonti, calciatore bresciano del Grande Torino morto nella tragedia di Superga.
A partire dalla stagione 1959-1960 fu sostituito dal nuovo stadio costruito a Mompiano. In seguito fu demolito e, nel 1967, sopra la sua area fu costruito un edificio scolastico.

## Eventi sportivi di rilievo

### Ciclismo
Lo stadium ospitò quattro arrivi di tappa del Giro d'Italia:
| Data           | Tappa | Percorso               | km  | Vincitore di tappa  | Leader cl. generale | Note   |
| -------------- | ----- | ---------------------- | --- | ------------------- | ------------------- | ------ |
| 6 giugno 1930  | 14ª   | Asiago > Brescia       | 186 | Leonida Frascarelli | Luigi Marchisio     | [ 10 ] |
| 5 giugno 1948  | 18ª   | Trento > Brescia       | 239 | Elio Bertocchi      | Fiorenzo Magni      | [ 11 ] |
| 31 maggio 1950 | 7ª    | Locarno (CH) > Brescia | 293 | Luciano Maggini     | Alfredo Martini     | [ 12 ] |
| 3 giugno 1951  | 14ª   | Bologna > Brescia      | 220 | Adolfo Leoni        | Rik Van Steenbergen | [ 13 ] |